# Reser Anna
Reser Anna Larsdotter, gift Persson, född 11 oktober 1848 i Solleröns församling, Kopparbergs län, död där 28 oktober 1927, var en svensk hornblåserska.

## Biografi
Reser Anna var från Utanmyra i Solleröns socken. När hon gick vall i skogen började hon blåsa horn, redan vid nio års ålder. Nästan alla av Reser Annas melodier härstammar från hennes mor, som sjöng många visor och vallåtar.
Hon utmärkte sig på Zorns spelmanstävling i Gesunda 1906 och Mora 1907.  På den första tävlingen som var initierad av Anders Zorn  framförde hon bland annat Visa från Utanmyra på vallhorn. Reser Anna är representerad med tio vallåtar i låtsamlingen Svenska låtar,   bl.a. Visa från Utanmyra och Långdans från Sollerön.